# Pierre Poilievre
Pierre Marcel Poilievre (Calgary, 3 juni 1979) is een Canadees politicus. Sinds 2022 is hij de leider van de Conservatieve Partij. Eerder was hij minister voor Democratische Hervorming (2013–2015) en minister van Werkgelegenheid en Sociale Ontwikkeling (2015) onder Stephen Harper. Hij zit sinds 2004 in het Lagerhuis voor het district Carleton. Hij studeerde internationale betrekkingen aan de Universiteit van Calgary.
Bij de Canadese verkiezingen van 2025 is Poilievre zijn parlementszetel kwijtgeraakt.
1. ↑  Leider van Conservatieve Partij in Canada verliest eigen parlementszetel. nos.nl (29 april 2025). Geraadpleegd op 29 april 2025.